# فرانسوا بوتين
فرانسوا بوتين (بالفرنسية: François Boutin)‏ هو مدرب خيول فرنسي، ولد في 21 يناير 1937 في Beaunay ‏ في فرنسا، وتوفي في 1 فبراير 1995 بسبب نوبة قلبية.